# Upplands runinskrifter 1073
Runinskrift U 1073 var en runsten vid Bälinge kyrka i Uppland.  Denna sten har försvunnit.

## Inskriften
Translitterering: [iufur * uk stoþbiarn * litu ... ... ...kifast * faþur * sin ×] 
Normaliserad: Iofurr ok Stoðbiorn letu ... [æftiR] [In]gifast, faður sinn. 
Nusvenska: Jofur och Stodbjörn lät ... till minne av Ingefast, deras fader